# Henri Koide
Henri Koide (* 6. April 2001 in Zürich) ist ein Schweizer Fussballspieler.

## Karriere

### Verein
Koide spielte beim FC Zürich seit seiner Jugend. Sein Debüt für den FC Zürich feierte er am 28. Juni 2020, als er in der 78. Minute eingewechselt wurde. Im Januar 2021 wechselte Koide auf Leihbasis zum Zweitligisten FC Wil für den Rest der Saison. Sein Debüt feierte er beim 3:1-Heimsieg gegen den FC Aarau. Bei den Ostschweizern konnte er nicht überzeugen. Ende März holte der FCZ Koide per sofort wieder zurück. Im Sommer 2022 wurde Koide zu Neuchâtel Xamax ausgeliehen. Im Januar 2023 wechselte Koide nach Belgien zum Zweitligisten Beerschot AC. Im September desselben Jahres wechselte Koide zum FC Aarau. Unter dem damaligen Trainer Alex Frei hatte er bereits in Wil gespielt. Ab der Saison 2024/25 schien Koide, gemäss Frederic Härri (Aargauer Zeitung), den Durchbruch geschafft zu haben. Er wurde als Stammspieler eingesetzt und seine Tore trugen einen wichtigen Teil zum Aarauer Höhenflug in der Liga bei.

### Nationalmannschaft
Koide absolvierte ein Spiel für die U-17 der Schweizer Nationalmannschaft und spielte zuletzt 2020 in der U-20.

## Trivia
Er feierte seine Tore häufig mit einem Flickflack und einem Salto.